# Al-Hamamijjat
Al-Hamamijjat (arab. الحماميات) – miejscowość w Syrii, w muhafazie Hama. W 2004 roku liczyła 1305 mieszkańców.